# Editores y Traductores del Mediterráneo
Editores y Traductores del Mediterráneo (Mediterranean Editors and Translators, MET) es una organización sin ánimo de lucro, una asociación interdisciplinaria de profesionales de las lenguas  que trabajan principalmente con o en inglés en el área del Mediterráneo. Los miembros de la asociación incluye a traductores, editores, correctores de textos, coaches de escritura y de presentaciones, profesores de escritura académica, lingüistas aplicados, intérpretes, escritores profesionales y más. El MET ofrece talleres de formación, un congreso anual, una red de profesionales y otras oportunidades para el continuo desarrollo profesional de sus miembros. Las actividades de la Asociación se guían por seis objetivos, resumidos a continuación:
1. Mantener una red estable y los medios para celebrar eventos para consultores en lengua inglesa.
2. Comunicar conocimiento que pueda contribuir a mejorar la calidad de los servicios de apoyo de la lengua disponibles en el Mediterráneo.
3. Ser un canal para el intercambio de información entre los expertos en lenguas de nuestra área geográfica y los de otras partes de Europa y del mundo.
4. Estimular la investigación en las comunidades mediterráneas sobre las necesidades de los académicos, científicos y otros, y en asegurar prácticas que satisfagan bien sus necesidades.
5. Identificar experiencias locales en soporte lingüístico y ayudar a nuestros expertos a compartir su conocimiento con un público más amplio.
6. Ayudar a los usuarios de servicios de apoyo lingüístico a localizar las soluciones adecuadas a sus necesidades y promover el entendimiento mutuo entre proveedores y usuarios de estos servicios.

## Historia y organización
MET fue fundada en Barcelona, España, en la primavera de 2006, después de una reunión exploratoria inicial, el otoño anterior. Está registrada en la Generalitat de Catalunya y tiene una carta estatutaria vinculante (escrita en catalán, pero traducida al inglés). Sus actividades están dirigidas por un Consejo Administrativo. El Consejo, elegido cada dos años, está compuesto por un Presidente del Consejo y Vicepresidente, un Secretario, un Tesorero, agentes de afiliación buscando continuar el desarrollo profesional y la promoción, y un administrativo del sitio web.
MET es un miembro de la red VERTICE de asociaciones españolas de traductores, intérpretes y editores, y de la red española de la Fundación Euromediterránea Anna Lindh para el Diálogo entre las Culturas. También mantiene relaciones con la Sociedad para Editores y Correctores, Society for  Editors and Proofreaders (SfEP), Asociación del Este del Mediterráneo de Editores Médicos, Eastern Mediterranean Association of Medical Editors (EMAME) y APTIC, una asociación de traductores e intérpretes en Cataluña, que ofrece a sus miembros tarifas de descuento para la reunión anual. MET fue una fuente de inspiración e información que facilitó la fundación de Editores y Traductores Nórdicos, Nordic Editors and Translators (NEaT) en 2014.

## Miembros y afiliación
Los miembros de la MET se basan principalmente en la región mediterránea y en otras partes de Europa, pero algunos miembros más lejanos se unen a causa de sus intereses comunes. La MET tiene tanto miembros individuales como institucionales.
La MET tiene aproximadamente 250 miembros individuales, que provienen de unos 25 países de Europa, Asia, América del Norte y África (datos de noviembre de 2015). Son empleados independientes, emprendedores e institucionales, y trabajan en una amplia gama de temas, incluyendo la ciencia, la tecnología, la ingeniería, la medicina, los negocios, el comercio, las finanzas, el derecho, la política, el arte y otras áreas culturales. Debido al enfoque de la asociación en la comunicación en el idioma inglés, muchos miembros proceden de países donde el inglés es la lengua vernácula.
MET's institutional membership is a way for institutions and companies to access continuing professional development activities for their personal and to support the association’s mission. Currently there are about 10 institutional members.
La pertenencia institucional a MET es una manera de que las instituciones y las empresas puedan acceder a una oferta continua de actividades de desarrollo profesional para su personal y para apoyar la misión de la asociación. Actualmente hay alrededor de 10 miembros institucionales.

## Conferencias
MET ofrece una conferencia todos los años, por lo general a principios de otoño. Este es también el motivo de la asamblea general de los miembros. Las conferencias tienden a durar un día y medio y son precedidas por dos medias jornadas de talleres de formación. Cada «reunión MET» se denomina con las siglas de METM seguido por los dos últimos dígitos del año. Por ejemplo, METM16 es el nombre dado a la reunión de este año, que tendrá lugar los días 13-15 de octubre de 2016 en Tarragona, España.
Reuniones del MET anteriores y temática:
- METM15, Coimbra: Versatilidad y preparación para nuevos retos (celebrado en conjunto con PRISEAL 3: Publicando y presentando la investigación internacionalmente)[2]
- METM14, San Lorenzo de El Escorial: Innovación y tradición: extracción de los recursos humanos[3]
- METM13, Monasterio de Poblet (Vimbodí i Poblet, España): Lengua, cultura e identidad
- METM12, Venecia: Arte y visión crítica, inmersión bajo la superficie del discurso[4]
- METM11, Barcelona: Calidad en edición y traducción del Inglés, desde la investigación a la práctica y viceversa[5]
- METM10, Tarragona: Facilitar la transferencia de conocimiento, edición, traducción, entrenamiento[6]
- METM11, Barcelona: Traducción, edición, escritura, ampliando el alcance y de establecimiento de límites[7]
- METM08, dividir: Soporte de comunicación a través de las disciplinas[8]
- METM07, Madrid: Construcción de puentes, construcción de redes[9]
- METM06, Barcelona: Comunicación internacional: prometiendo las prácticas[10]
- METM05, Barcelona: Colaboración interdisciplinar: comunicación internacional[11]

## Programa del taller
El MET organiza un programa de taller cada primavera en Barcelona, aunque bajo petición se organizan talleres en otras ciudades.
Los talleres son generalmente desarrollados y entregados por los miembros del MET, y todo el que atiende debe ser miembro (o un miembro de ciertas asociaciones hermanadas).

## Publicaciones
Los miembros del MET han escrito una guía titulada «El consultor de inglés: Pautas MET para elegir un editor, traductor, intérprete u otro proveedor de servicios lingüísticos»; la segunda, edición revisada está disponible en la Web de la asociación.
Además, un grupo limitado de miembros del MET y sus colegas contribuyeron al volumen editado Escrito de apoyo a la investigación: Roles y retos en configuraciones multilingües publicado en el 2013 por Chandos (ahora Elsevier).
Publicaciones adicionales de miembros del MET relacionadas con las conferencias anuales, incluyendo comentarios de las reuniones y trabajos basados en las presentaciones, figuran en la Web de la asociación.